# Scíathos

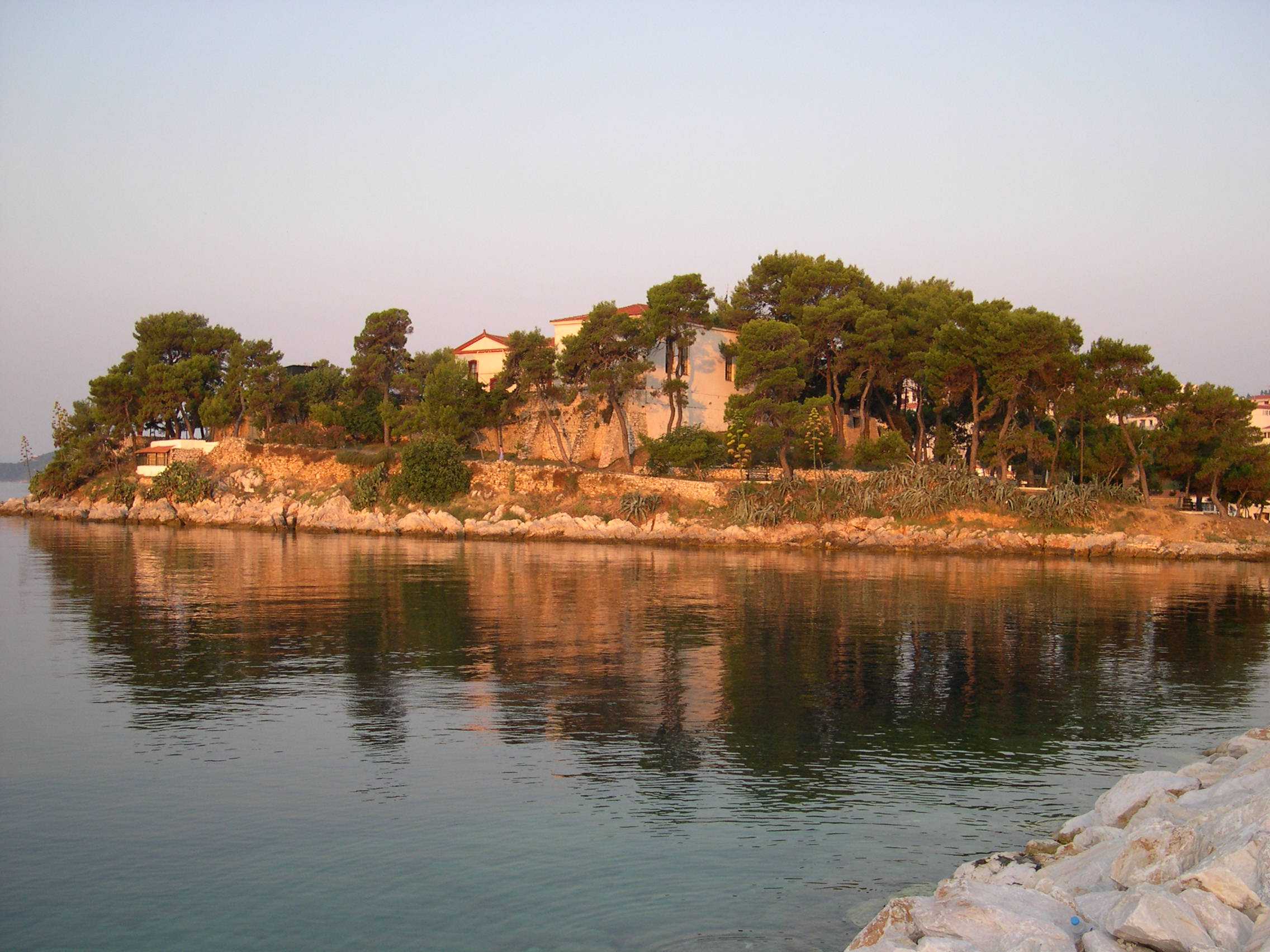
Bourtzi en Scíathos

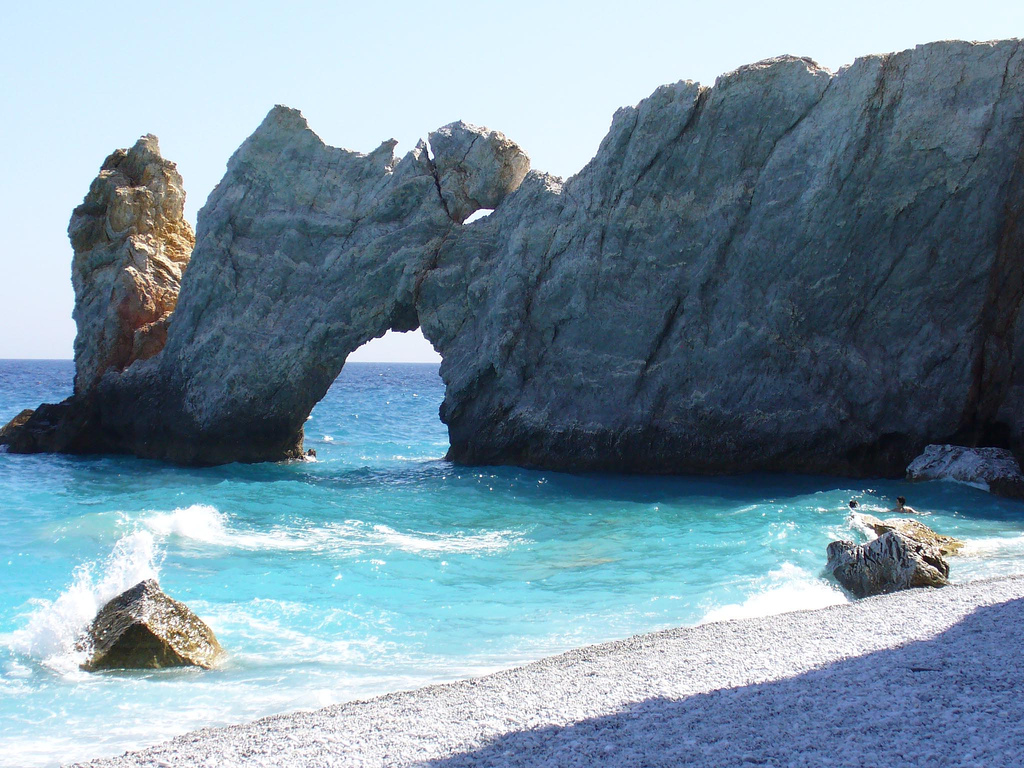
Scíathos, Lalaria playa.

Scíathos o Escíatos (en griego: Σκιάθος, en latín: Sciathus) es una pequeña isla griega del mar Egeo septentrional. Situada cerca de Skópelos, Scíathos es la más occidental del grupo de las islas Espóradas, localizada a unos 35 km de la isla de Eubea. A su oeste está la parte continental de Grecia, junto con Magnesia, de cuya península dista, frente por frente del cabo Sepíade, unos 5 km. Su nombre se remonta a la antigüedad. 
La isla cuenta con la ciudad de Scíathos y las comunidades de Koukounaries, Kanapitsa, Vromolimnos y Troulos. La ciudad de Scíathos es un puerto que alberga pequeñas embarcaciones y los servicios de transbordador desde donde conectarse a Skópelos, Volos, Agios Konstantinos y el resto de Grecia. 
El municipio de Scíathos incluye las islas de Tsougriá y Repio, y tiene una superficie total de 49,898 km². Sus ciudades mayores son Scíathos (4988 hab. en 2001), Χánemos (195), Kalývia (179), Troúlos (159), y Koukounariés (126).

## Geografía
Gran parte de la isla está cubierta de bosques. Los alrededores de las aldeas y la ciudad de Scíathos son tierras de cultivo. Los bosques son de pinos, y se encuentran en la parte sureste de la isla. La isla de Skópelos así como las más distantes de Eubea y Scyros, son visibles en condiciones atmosféricas favorables. La cima de la montaña, al oeste, tiene una torre de comunicaciones, y en su ladera norte tiene varios valles. 
Scíathos tiene alrededor de 70 playas entre ellas una playa nudista en el extremo sur de la isla, en un lugar llamado Banana. 
El miércoles, 11 de julio de 2007, un incendio provocado en un vertedero de basura cerca de la playa en Aghia Paraskevi, se convirtió en un incendio forestal que se extendió rápidamente por toda la isla. Fueron evacuados todos los residentes y turistas de Agia Paraskevi.

## Transporte

### Marítimo
La isla está unida a la Grecia continental con rutas marítimas a Tesalónica, Volos y Agios Konstantinos y también con el resto de las Espóradas por medio de hidroplanos de la línea Hellenic Seaways. Su coste aproximado es 12 € por persona a dirección Skopelos y 15 € dirección Alonissos. 
También hay ferries para vehículos, pero no son regulares fuera de la temporada de vacaciones.

### Aéreo
El Aeropuerto de Scíathos - Alexandros Papadiamantis está situado en el noreste de la isla, que tiene la pista de aterrizaje más corta de Europa: mide sólo 1628 m, lo que hace los aterrizajes arriesgados. Los aviones realizan vuelos cortos antes de aterrizar en otro aeródromo cercano (generalmente en Volos, Kavala o Tesalónica) para repostar, ya que la mayoría de ellos no pueden despegar con la cantidad necesaria de combustible para rebajar el peso debido a la cortedad de la pista. Sin embargo, al principio y final de la temporada de fiestas es posible realizar vuelos directos al Reino Unido en una mayoría de pequeños aviones de pasajeros. Si se viaja en un 757-200 (el mayor modelo posible para visitar la isla, operado por XL Airways, First Choice, Astreo, y de Air Blue Panorama Italia), es necesario repostar, lo que significa ampliar la duración del viaje hasta una hora más. Hay conexión con Atenas todo el año mediante las líneas aéreas Olympic (aprox. 45 minutos). 

### Terrestre
Hay carreteras al sur, este y noroeste, pero no las hay asfaltadas en la parte central ni septentrional. Sólo hay una autovía que une los cuatro asentamientos de la isla.

## Personajes

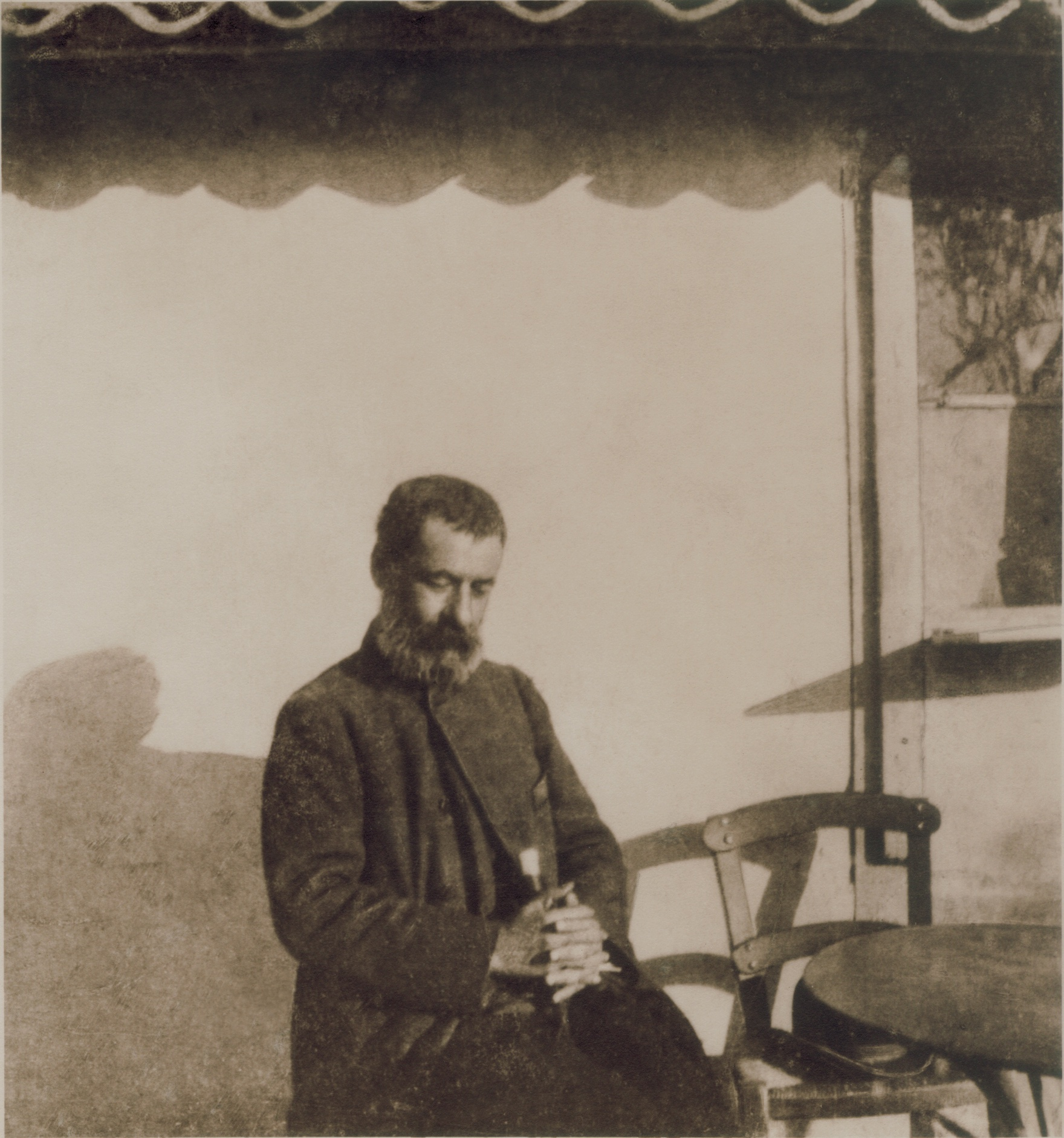
Alexandros Papadiamantis.

- Alexandros Papadiamantis (1851-1911), escritor.
- Alexandros Moraytidis.
- Charalambos Garyfallou.